# Schloss Euerburg

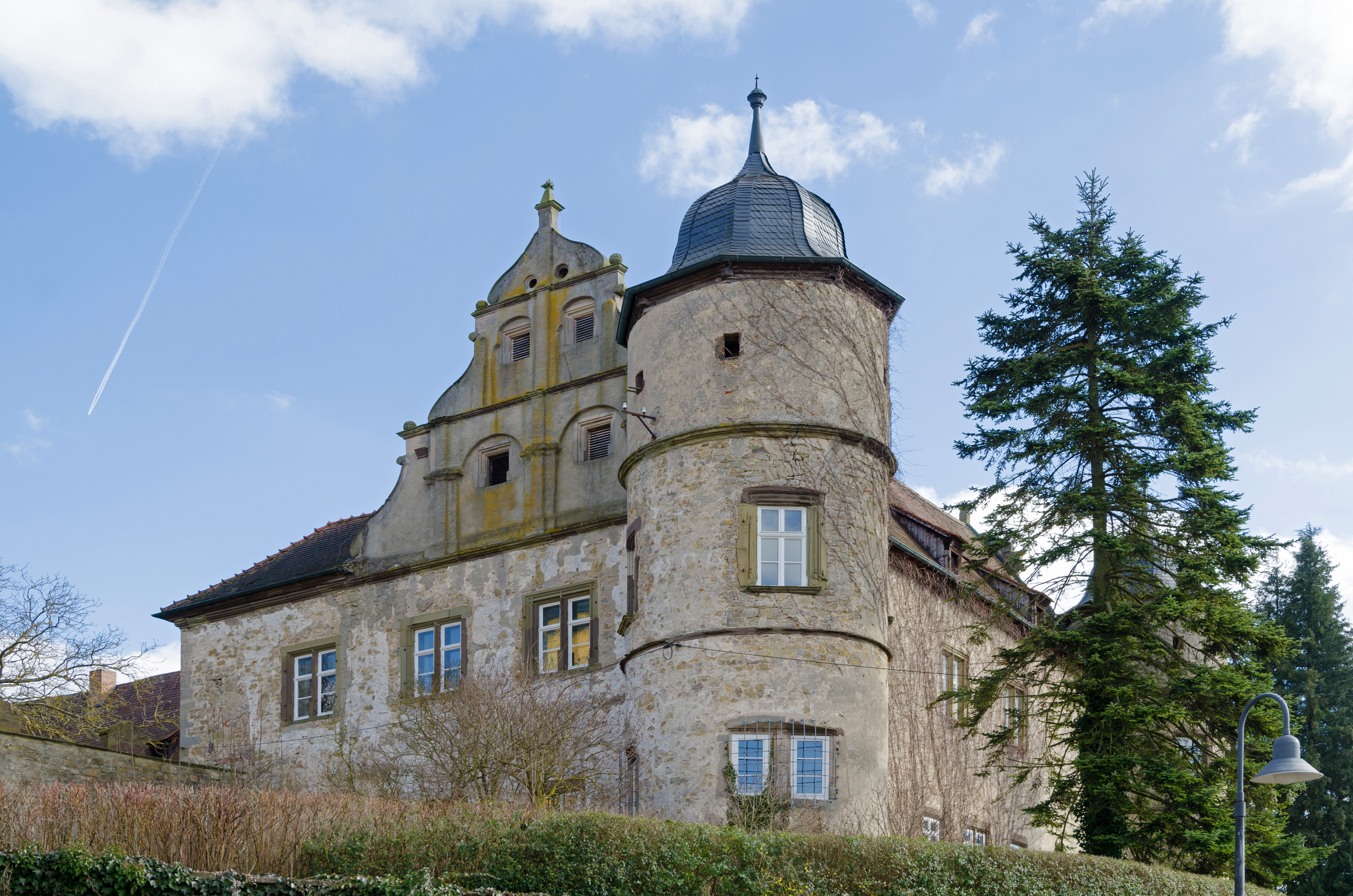
Das Schloss vom Dorf aus gesehen

Das Schloss Euerburg ist eine im Privatbesitz befindliche Schlossanlage aus der Zeit der Renaissance im Dorf Obereuerheim, Gemeinde Grettstadt im Landkreis Schweinfurt in Unterfranken.

## Geschichte
Das Schloss Euerburg wurde 1571 bis 1591 durch Georg Christoph von Bibra errichtet und 1595/96 erweitert. Es befindet sich auf einer Anhöhe beherrschend über dem Ort, hat drei Flügel und drei Rundtürme.
Von dem Geschlecht der Bibra befindet sich über der Seitenpforte des Eingangs eine Wappentafel mit der Inschrift: „Heinrich von Bibra 1596“.
Seit 1880 ist das Schloss im Privatbesitz der Familie von Heßberg mit Stammsitz in Thüringen, deren dortiges Schloss nach dem Zweiten Weltkrieg abgerissen wurde und von Nachkommen der Familie bis heute bewohnt wird. Einmal im Jahr findet im Schloss eine Musikserenade statt. Außerhalb dieser Veranstaltung kann das Schloss nicht besichtigt werden.

## Baubeschreibung
Die einen Innenhof umschließenden zweigeschossigen Schlossflügel sind an den Außenecken des südlichen Langflügels durch je einen vorspringenden runden Eckturm gekennzeichnet, ein weiterer befindet sich an der Nordwestecke des Westflügels. Die Geschosse sind mit Gurtsimsen gegliedert. Das kurze Obergeschoss besitzt eine Kuppelhaube. An der Nordostecke des Westflügels springt ein kleiner Querbau in den Innenhof vor.
In der Südwestecke des Innenhofes gibt ein runder Treppenturm Aufgang zu den Obergeschossen. Das Renaissanceportal wird flankiert von zwei kannelierten korinthischen Säulen. Das sich dahinter befindliche Flachrelief zeigt ein junges Paar mit einem Strauß in der Hand. Das Portal ist ebenfalls mit dem Wappen der von Bibra bekrönt.
In der Hofseite des Westflügels ist ein rundbogiger Eingang mit Sitznischen und einer von Karyatiden getragenen Steintafel. Die Inschrift scheint auf eine Restaurierung unter Heinrich von Bibra hinzudeuten. Der Ostflügel ist ein späterer Anbau. An ihn schließt sich nach Norden ein Stück der älteren Ringmauer mit Schießscharten und einem Wehrgangsabsatz. Da die Besitzer evangelisch waren, fanden zu früheren Zeiten evangelische Gottesdienste in der unteren Eingangshalle des Schlosses statt, während die überwiegende Mehrzahl der Obereuerheimer katholisch sind.